# Uzsicei Köztársaság

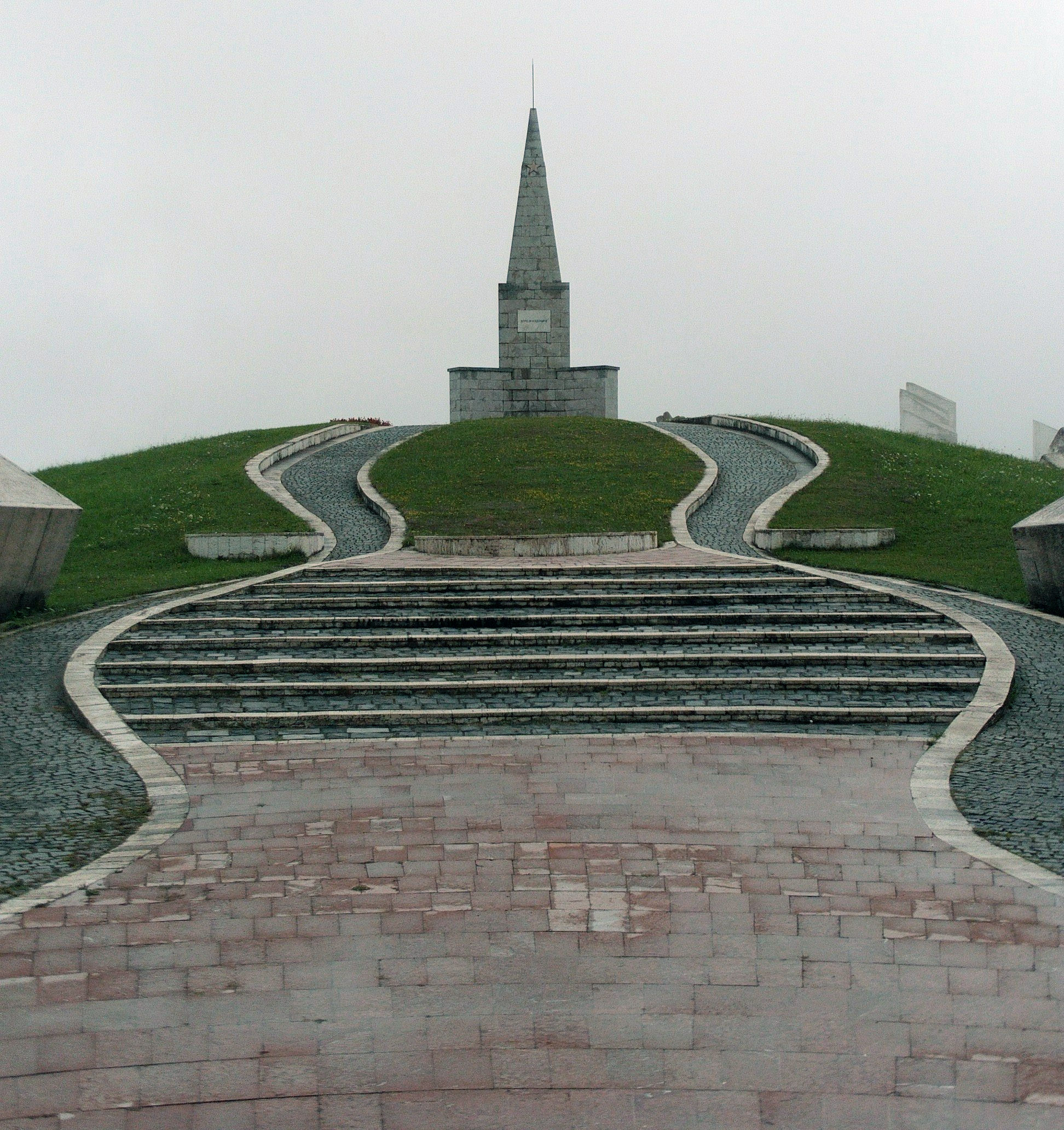
Az elesett partizánok emlékműve a Kadinjača dombon

Az Uzsicei Köztársaság (szerbhorvátul: Užička republika / Ужичка република) rövid életű, partizánok által felszabadított terület Jugoszláviában, valamint az első, a második világháború alatt felszabadított terület. A mindvégig katonai közigazgatás alatt álló terület 1941. július 28-án alakult meg, vezetői szerb és horvát partizánok voltak, a katonai tanács a névadó fővárosban, Uzsicében székelt..

## Határai, népessége
Az Uzsicei Köztársaság nyugati területén nagyjából 300000 ember élt, a teljes népesség becsült összege meghaladta az egymilliót. A köztársaság északon Valjevóig és Bajina Bašta-ig nyúlt el. Nyugaton a Drina, keleten a Nagy-Morava határolta. Legdélebbi pontja a Raška régió egyes falvai voltak.
Különböző források különböző számokat állapítottak meg a terület nagyságát illetően. Egyesek szerint 15 000 km², más számítások szerint 20 000 km² tartozott a köztársasághoz.

## Története
A partizánok létrehozták az ún. "népi tanácsot" (odbori), valamint iskolát nyitottak, és kiadták a kommunisták Borba (Küzdelem) című lapját. Emellett a köztársaság egy 145 km hosszú vasutat és saját postahálózatot üzemeltetett. Uzsice Krčagovo városrészében a fegyver- és lőszergyárat a jugoszláv jegybank részére korábban épített pincékbe telepítették át, ahol 1941. november végéig termeltek.
1941-ben az első antipartizán offenzíva alatt a Harmadik Birodalom seregei elfoglalták a régiót, de a partizánok többségének sikerült Boszniába, Montenegróba és a Szandzsák területére menekülni, ahol újraszerveződtek és tovább folytatták a harcot.

## A köztársaság vége
A Josip Broz Tito vezette baloldali politika jelentősen hozzájárult ahhoz, hogy a partizánok vezette köztársaság megszűnjön. A szerb fasiszta propagandának köszönhetően, a szerbek nagy többsége elfordult a kommunistáktól és a partizánoktól. 1941 december elején
a kommunisták áthelyezték székhelyüket Boszniába (a Független Horvát Állam területére) és csatlakoztak az ott állomásozó csapatokhoz, majd Montenegró területére vonultak.

## Filmfeldolgozás
1974-ben mutatták be a Fegyverek háborúja című jugoszláv filmet, amelynek forgatásán volt partizánok is részt vettek.

## Fordítás
Ez a szócikk részben vagy egészben  a   Republic of Užice című angol Wikipédia-szócikk ezen változatának fordításán alapul.  Az eredeti cikk szerkesztőit annak laptörténete sorolja fel. Ez a jelzés csupán a megfogalmazás eredetét és a szerzői jogokat jelzi, nem szolgál a cikkben szereplő információk forrásmegjelöléseként.